# Huntington Tower
La Huntington Tower, anteriormente conocida como First Merit Tower, First National Bank Building y First Central Trust Building, es un rascacielos en Akron, Ohio. La pieza central del centro de Akron, se encuentra en Cascade Plaza en la esquina de King James Way y East Mill Street. La torre de 100 m ha sido el edificio más alto de la ciudad desde su finalización en 1931.
El edificio de 27 pisos es de estilo art decó y está cubierto de terracota arquitectónica vidriada. Su vestíbulo está construido con mármol de Tennessee, ladrillo blanco y terracota, y cuenta con un gran salón bancario con ventanas arqueadas.
La parte superior del edificio tenía una torre de transmisión de televisión, anteriormente utilizada por WAKR-TV (ahora WVPX-TV) y WAKR-AM. [6] La antena alcanzó una altura de 134,7 metros. La antena fue retirada en 2019.

## Historia
Reemplazó al edificio neo-gótico Hamilton, terminado en 1900. [2]
Alrededor de 2000, la torre recibió un lavado de cara de 2,5 millones de dólares, incluida una restauración de 1,8 millones de terracota, ladrillo y piedra caliza de la torre. El meticuloso proceso implicó la eliminación de unos 450 bloques que pesaban hasta 75 libras para su limpieza y montaje. Más de 1.100 piezas más de mampostería y baldosas fueron reparadas en el sitio. En 2007, la torre se sometió a otra restauración. Completado por VIP Restorations con sede en Cleveland, incluye el replanteo de todas las juntas de mampostería y terracota, reparaciones de las ventanas, restauración estructural y restauración del parapeto del piso 13. Las restauraciones VIP también ayudaron a colocar el edificio en el Registro Nacional de Lugares Históricos.
El nombre del edificio se cambió después de que Huntington adquiriera First Merit.
En 2019, Huntington anunció que el edificio estaba a la venta.